# Ras El Agba
Ras El Agba (arabisch: راس العقبة) ist eine algerische Gemeinde in der Provinz Guelma mit 2348 Einwohnern. (Stand: 2002)

## Geographie
Ras El Agba wird umgeben von Hammam Debagh im Norden, von Khezara im Osten und von Aïn Makhlouf im Süden.